# オールイングランド・ローンテニス・アンド・クローケー・クラブ
座標: 北緯51度26分4.2秒 西経0度12分52秒 / 北緯51.434500度 西経0.21444度

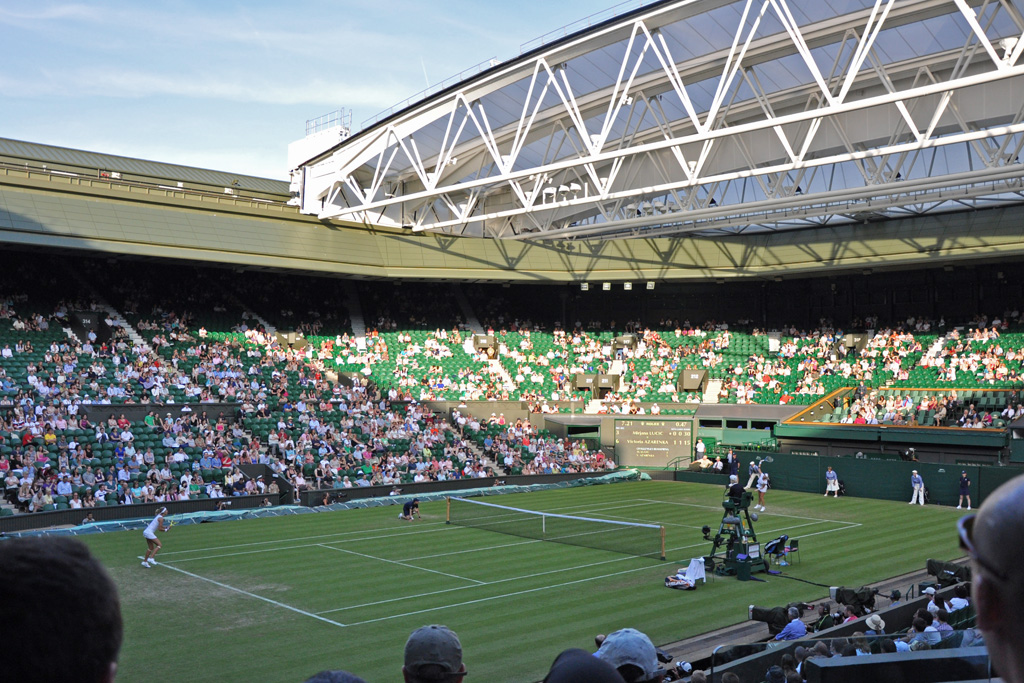
センターコート（2010年）。

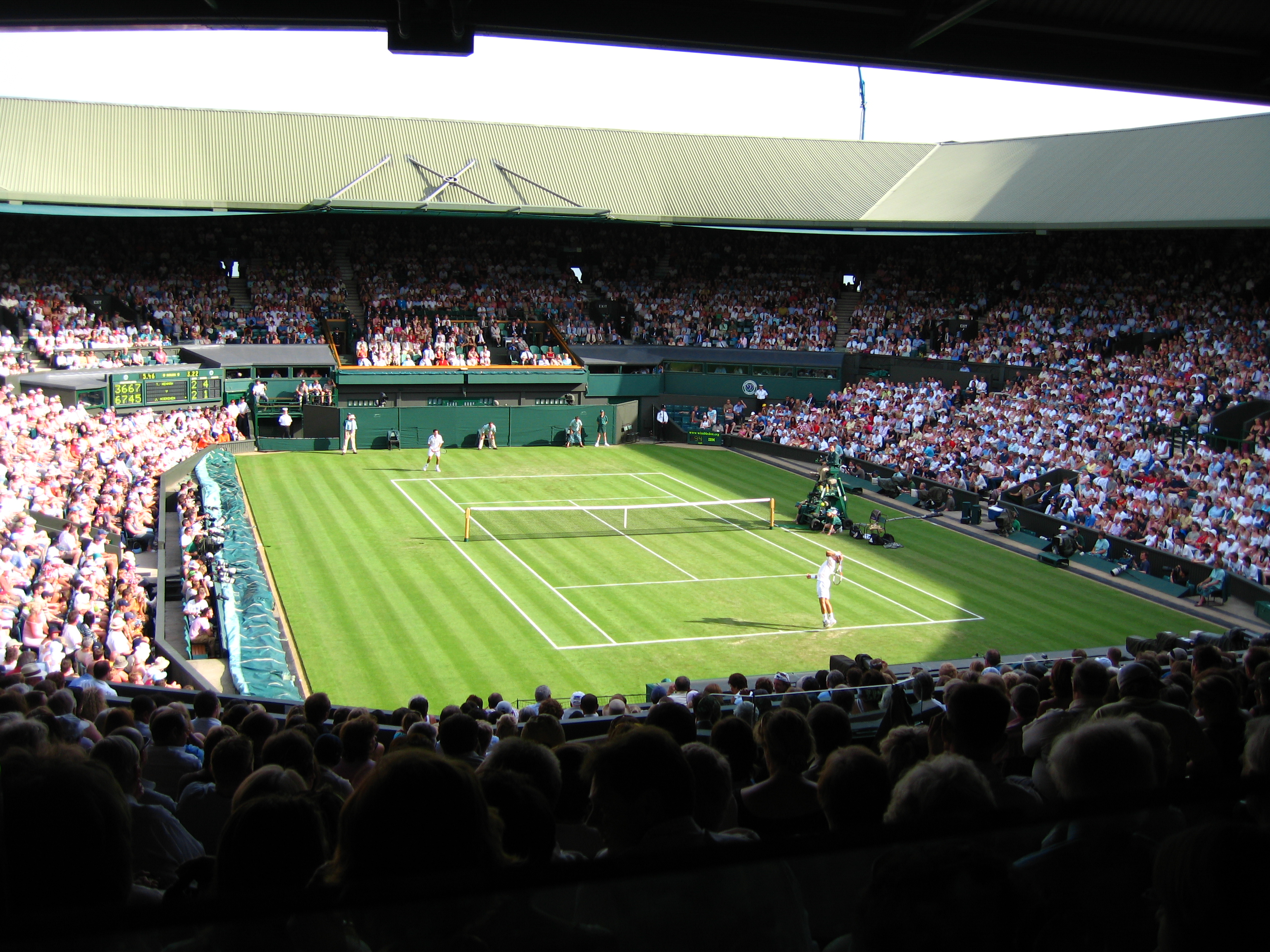
引き込み式屋根が無かった頃のセンターコート（2005年）。

オールイングランド・ローンテニス・アンド・クローケー・クラブ（All England Lawn Tennis and Croquet Club）は、イギリスのロンドンのウィンブルドンに位置するテニス競技場。6月から7月に行われるウィンブルドン選手権の会場でもある。

## 概要
1868年にオールイングランド・クローケー・クラブとして創設され、1870年にはクローケーの試合が初めて行われた。さらに、1877年には初のウィンブルドン選手権を開催する事を契機に現在の名称になった。
テニスコートは全部で19あり、その中でもセンターコートは同選手権の決勝などが行われ、イギリス最大のテニス専用競技場でもある。また、No.1コートはサブ会場としても使用されている。2009年にはセンターコートに引き込み式屋根 (retractable roof) が敷設され、またNo.2コートが新設された。
同クラブは2012年ロンドンオリンピックにおいて、テニス競技の会場として使用された。ウインブルドン選手権など通常の大会では白系統のウェアしか着用してはいけないことになっているが、このロンドンオリンピックに限り特例として各国の国旗やナショナルチームのカラーのユニフォームの着用が認められたほか、通常緑色となっているスタンドの塀も、特別にロンドンオリンピックの大会カラーである紫とピンクの横断幕が使われた。